# Antonella Faggi
Antonella Faggi (nascida em 20 de setembro de 1961) é uma política italiana que serviu como prefeita de Lecco (2006–2009) e senadora desde 2018.